# Love (film, 1964)
 (octobre 2024).
Si vous disposez d'ouvrages ou d'articles de référence ou si vous connaissez des sites web de qualité traitant du thème abordé ici, merci de compléter l'article en donnant les références utiles à sa vérifiabilité et en les liant à la section « Notes et références ».
Pour les articles homonymes, voir Love.
Pour plus de détails, voir Fiche technique et Distribution.
Love est un film d'animation de 4 minutes réalisé par Yōji Kuri datant de 1964. 
Ce court métrage a remporté la 4e édition du prix Noburō Ōfuji ex aequo avec Fushigi na kusuri parmi les récompenses Mainichi.

## Synopsis
Une femme désespérément amoureuse d'un homme cherche à tout prix à obtenir son amour en retour...